# 利亚姆·桑德斯
利亚姆·桑德斯（英語：Liam Sanders，？—），新西兰男子硬地滚球运动员。他曾代表新西兰参加2004年和2008年夏季残疾人奥林匹克运动会硬地滚球比赛，其中2004年夏季残奥会获得一枚银牌。